# Uzemain
Uzemain – miejscowość i gmina we Francji, w regionie Grand Est, w departamencie Wogezy.
Według danych na rok 1990 gminę zamieszkiwało 1008 osób, a gęstość zaludnienia wynosiła 37 osób/km² (wśród 2335 gmin Lotaryngii Uzemain plasuje się na 369. miejscu pod względem liczby ludności, natomiast pod względem powierzchni na miejscu 81.).